# Carlos Walker Martínez

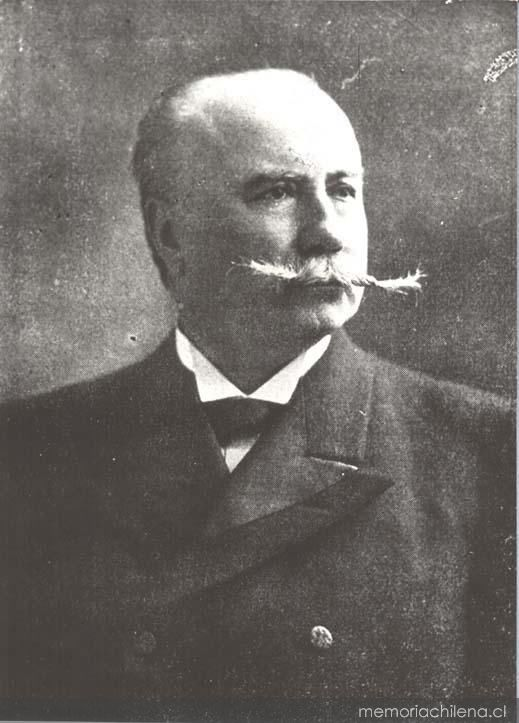
Carlos Walker Martínez

Carlos Walker Martínez (* 2. Februar 1842 in Vallenar; † 5. Oktober 1905 in Santiago de Chile) war ein chilenischer Schriftsteller und Politiker.
Walker besuchte das Colegio de los Sagrados Corazones in Copiapó und von 1856 bis 1861 das Colegio San Ignacio in Santiago. Von 1862 bis 1866 studierte er Jura an der Universidad de Chile. 1862 veröffentlichte er seine ersten Gedichte in Manuel Mattas Zeitschrift La Voz de Chile. 1865 gründete er die Zeitschrift República Literaria, im Folgejahr wurde sein Schauspiel Manuel Rodríguez aufgeführt. Sein bedeutendstes lyrisches Werk, Poesías, Ecos de la Opinión y Romances, erschien Ende der 1870er Jahre. Weiterhin veröffentlichte er mehrere Werke zur politischen Geschichte Chiles (El Dictador Linares, Don Diego Portales und eine zweibändige Historia de la Administración Santa María, 1889) sowie zwei Bände Tagebücher (Páginas de Viaje und Cartas de Jerusalén).
1866 kam Walker als Botschaftssekretär an die chilenische Botschaft in Bolivien. Dort war er als Begleiter des Außenministers Álvaro Covarrubias am Abschluss der Grenzverträge mit Chile beteiligt. Nach Reisen nach Europa und in die USA ging er 1873 erneut als Bevollmächtigter Chiles nach Bolivien, wo es ihm 1874 gelang, den chilenisch-bolivianischen Grenzvertrag zu erneuern. Der Erfolg führte zu seiner Ernennung zum bevollmächtigten Minister, einer Position, die er bis 1875 innehatte.
1869 wurde Walker Abteilungsleiter im chilenischen Innenministerium, 1870 Kongresssekretär. In den Folgejahren war er mehrfach Abgeordneter und Senator im Kongress. Während der Erhebung gegen den Präsidenten José Manuel Balmaceda 1891 leitete er mit Gregorio Donoso und Carlos Lira Aktionen im Untergrund. In der Regierung von Federico Errázuriz Echaurren war er von 1898 bis 1899 als Nachfolger von Antonio Valdés Innenminister. 1901 zog er sich aus dem politischen Leben zurück.

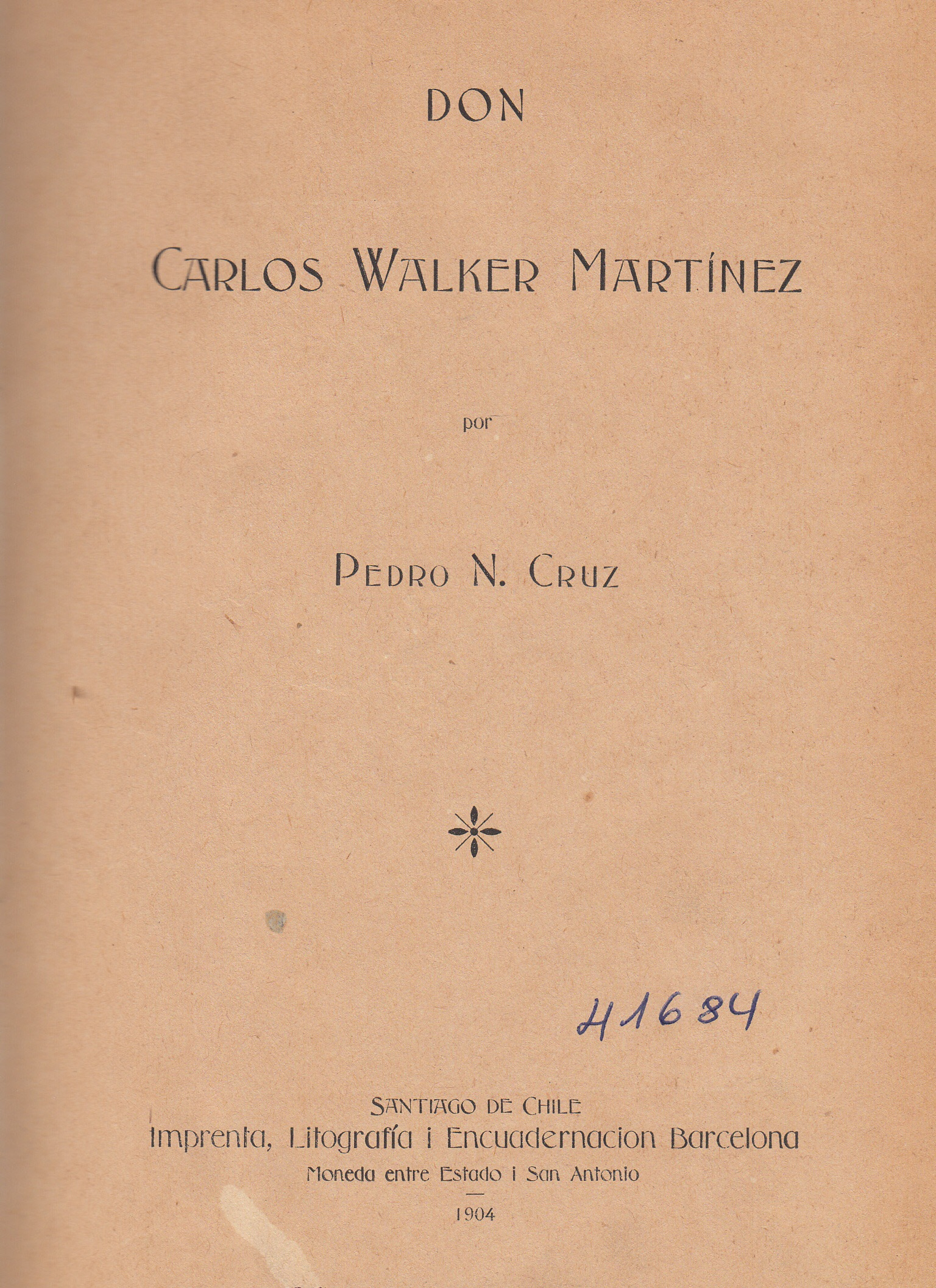
Bibliographie Buch von Carlos Walker Martinez (1904)
Geschrieben von Pedro Nolasco Cruz Vergara